# Stephanos (Bildhauer)
Stephanos war ein in der zweiten Hälfte des 1. Jahrhunderts v. Chr. in Rom tätiger griechischer Bildhauer.
Stephanos gehörte einer in Rom ansässigen Bildhauerschule an. Nach eigenen Angaben, die er auf der einzigen von ihm erhaltenen Statue hinterließ, war er Schüler des Bildhauers Pasiteles. Die von ihm signierte Statue, der sogenannte Stephanosathlet, ist ein stilistisch an die frühe Klassik angelehntes, ekklektisches Werk. Der „Athlet“ wurde in der Antike vielfach kopiert, es liegen, teils nur fragmentarisch, 17 Wiederholungen vor. In der Sammlung des Gaius Asinius Pollio in Rom befanden sich nach Angaben des älteren Plinius Appiades, wohl Nymphen-Statuen, von der Hand eines Stephanos. Ob hiermit der Künstler des Stephanosathleten gemeint ist, bleibt unklar, ist aber zeitlich möglich.